# Drepanocentron anakpanah
Drepanocentron anakpanah är en nattsländeart som beskrevs av Malicky 1995. Drepanocentron anakpanah ingår i släktet Drepanocentron och familjen Xiphocentronidae. Inga underarter finns listade i Catalogue of Life.